# غلام رضا آغازاده
غلام رضا أغازاده المولود في خوي غرب آذربيجان عام 1947، رئيس الوكالة النووية الإيرانية الأسبق وأحد نواب الرئيس الإيراني محمود أحمدي نجاد.
حاز على البكالوريوس علوم في المحاسبة وهندسة كمبيوتر من جامعة طهران. ثم سافر إلى الولايات المتحدة لاستكمال دراسته، ولكنه عاد أواخر 1978 حيث اندلعت الثورة الإيرانية ضد الشاه. وقد كان عضوا نشطا في المعارضة، وصار في عام 1979 مديرا لتحرير الجريدة الأكثر شعبية في إيران (جمهوري إسلامي)، وكان رئيس تحريرها آنذاك مير حسين موسوي.
في عام 1980 أصبح موسوي وزيرا للخارجية فجعل أغازاده نائبه المسؤول عن العلاقات الاقتصادية والمالية. وبعدها بسنتين عندما صار موسوي رئيسا للوزراء تقلد اغازاده منصب وزير الدولة للشؤون الإدارية. وقد كانت مسنودة لمكتب رئيس الوزراء. وبعدها تسلم منصب نائب رئيس الوزراء والمسؤول عن صفقات مبادلة النفط الإيراني مع الشركات والحكومات الأجنبية تحت نظام المقايضة الذي بدأ العمل به عام 1982. وقد كان منسق السياسة لمختلف الوزارات من خلال مكتب رئيس الوزراء. وتلك المواهب أهلته للحصول على منصب وزير النفط في أكتوبر من عام 1985 واستمر بمنصبه حتى عام 1997 عندما استبدل بنيجان نمدار زنجانه بعد نجاح الرئيس الإصلاحي محمد خاتمي بالانتخابات الرئاسية. وقد اسند له منصب نائب الرئيس للشؤون النووية. واستمر في هذا المنصب منذ عام 1997 حتى 2009 عندما قدم استقالته إلى الرئيس نجاد. واغازاده عضو أيضا في مجمع تشخيص مصلحة النظام الإيراني.
أعلنت وكالة الانباء الطلابية الإيرانية (ايسنا) بتاريخ 16 يوليو 2009 بأن غلام رضا اغازاده قد قدم استقالته كرئيس للوكالة الإيرانية للطاقة الذرية،ولا توجد اية أسباب مباشرة واضحة وراء استقالة المسؤول، الا انه يعتبر من المقربين من زعيم المعارضة حسين مير موسوي الذي خسر في الانتخابات الرئاسية الأخيرة.

## وصلات خارجية
- غلام رضا أغازاده
- Profile of Bijan Namdar Zanganeh, Petroleum Minister.
- Gholam-Reza Aghazadeh Reports to Supreme Leader Khamenei: We Are Building a 40 Megawatt Heavy-Water Reactor